# Herta Huber
Herta Huber, přechýleně Herta Huberová, (* 24. ledna 1926 Luby, Československo – 8. dubna 2018) byla německá spisovatelka a básnířka. Stala se známou díky publikování v chebském (egerlandském) dialektu (jedná se o německý dialekt, kterým se mluví / mluvilo na Chebsku). Autorka publikovala též poezii a prózu ve spisovné němčině.
Za svá díla byla vyznamenána různými cenami Sudetoněmeckého krajanského sdružení a tzv. Spolku obcí Chebska (Eghalanda Gmoin e.V.).
Žila ve Waltenhofenu v Bavorsku.

## Díla vydaná v chebském dialektu
- Stutzala
- Spraal u Spriezl
- Fröiha u heint
- Maria Kulm (1983) (německý název obce Chlum Svaté Maří)

## Díla vydaná ve spisovné němčině
- …aber Brennessel wachst schneller (1991)
- Kinderzeit im Egerland (1999) (česky Dětství na Chebsku)

## Uveřejnění v antologiích
- Kurze Geschichten von starken Frauen (česky Krátké povídky o silných ženách)
- Neue Geschichten von starken Frauen (česky Nové povídky o silných ženách)
- Weihnachten wie es früher war (česky Vánoce jaké bývaly dřív)